# 花蔵菜穂子
花蔵 菜穂子（はなくら なおこ）は、静岡県を中心に活動するフリーアナウンサー、パーソナリティ。静岡県磐田市出身。

## 人物・来歴
共立女子大学在学中に、NHK放送センター報道局でニュースワイド番組『NHKニュース21』のADアルバイトを経験する。早稲田マスコミセミナー アナウンサー本科修了。浜松ケーブルテレビ株式会社入社。局アナウンサーを経て退社。1999年4月に、静岡エフエム放送（K-mix）とフリー契約。実家が呉服店を営んでおり、着付け講師としても活動。

## 現在の担当番組
- レギュラー
  - K-MIX HEADLINE NEWS（静岡エフエム放送、主に火曜日・金曜日、1999年4月 - ）
  - k‐MIX TRAFFIC＆WEATHER INFORMATION（静岡エフエム放送、主に火曜日・金曜日、1999年4月 - ）

## 過去の担当番組
- テレビはままつ テレビ伝言板 - キャスター（浜松ケーブルテレビ、1995年4月 - ）
- HONDA FC サポーターズフラッグ - リポーター（浜松ケーブルテレビ、1995年4月 - ）
- 頑張れ!浜工ナイン - リポーター（浜松ケーブルテレビ、1996年3月）
- K-MIX HEADLINE NEWS - CMナレーション、天気予報（静岡エフエム放送、1999年4月 - ）
- SUZUKIインフォイブニング（静岡エフエム放送、1999年10月 - ）
- パラオランド - パラオくんの声（静岡あさひテレビ、2002年11月 - 2008年12月 ）
- イオン浜松志都呂ショッピングセンター - イチ推しinformation (静岡エフエム放送、2004年3月 ‐ 2004年9月）
- 情報ザウルス - リポーター（静岡あさひテレビ、2009年3月 ）
- Precious morments - パーソナリティー（FM Haro!、2004年4月 - 2006年12月 ）
- Morning Splash - パーソナリティー（FM Haro!、2007年1月 - 2010年7月 ）
- Smile on radio - パーソナリティー（FM Haro!、2010年8月 - 2013年6月 ）
- ビデオ広報はままつ - リポーター（浜松市広聴広報課、2011年9月号　2012年9月号）
- 大井川花火大会2013　特番 - パーソナリティー（FM島田、2013年8月10日）
- 厚生労働省ワークライフバランスを考える 特番 - パーソナリティー（FM島田、2013年9月）

## その他司会等
- ねんりんピック静岡2006 - 司会（2006年10月）
- 浜名湖花博2014 - 式典司会（2014年4月5日 - 6月15日）
- 浜松楽器メイカーズフェスティバル2015 - 総合司会（2015年12月5日 - 12月6日）
- 浜松餃子祭り2016 - 司会（2016年11月13日）
- 浜松花と緑の祭り - 司会（2016年 ‐ ）
- 松任谷由実45周年ライブ2018エコパアリーナ公演 - アナウンス（2018年11月23日） 50th Anniversary松任谷由実コンサートツアー「The Journey」‐ アナウンス（2023年6月24日 ‐ 25日） 福山雅治 NISSAY presents WE’RE BROS. TOUR 2024 Flowers and Bees, Tears and Music.静岡エコパアリーナ公演 - アナウンス（2024年4月28日）

## 動画ナレーション
- 静岡県　富士山登山者数平準化啓発ムービー
- 島田市　おおいなび　大井川でやるべき100のこと　ここにしかない旅　先輩OL役